# Cambaridae
Cambaridae är den största av de tre familjerna av sötvattenkräftor, och omfattar fler än 400 arter. De flesta arterna i familjen lever i Nordamerika, exempelvis mexikansk dvärgkräfta (Cambarellus patzcuarensis) och röd sumpkräfta (Procambarus clarkii). Ett mindre antal arter förekommer i östra Asien, däribland Cambaroides japonicus.
År 2006 genomfördes en molekylärstudie som pekar på att familjen kan vara parafyletisk.